# افرو سامورایی: رستاخیز
افرو سامورایی: رستاخیز (انگلیسی: Afro Samurai: Resurrection) یک تله‌فیلم تلویزیونی انیمه ژاپنی محصول ۲۰۰۹ مینی‌سریال افرو سامورایی، با بازی ساموئل ال. جکسون و لوسی لیو است.